# 广东电力
广东电力发展股份有限公司 （深交所：000539/200539，简称：粤电力A/粤电力B）是中国深圳证券交易所的一家上市公司，主营业务范围为电力、蒸汽、热水的生产和供应业。
2011年，该公司主营业务收入为14620140721.00元，公司净利润为356321879.00元，公司总资产为39480195392.00元。